# 手宮線
手宫线 (日语：／／ Temiya sen)是日本国铁运营的连接北海道小樽市南小樽站和同市手宫站的货运铁路线 。最初是北海道第一条铁路官營幌內鐵道的一部分。手宮線曾是繁忙的货运铁路线，主要运送煤炭和海产品，但由于铁路货运衰落，于1985年11月5日废线 。旧手宫铁道设施（现为小樽市综合博物馆的本馆）是国家指定的重要文化财 。铁轨被保存作为日本遗产“炭铁港”的一部分，也用于步行活动和观光。

## 路线数据
- 營運商：日本國有鐵道
- 路線距離：2.8公里
- 轨距：1,067毫米（窄轨）
- 站数：2站
- 复线区间：全線單線（曾有一段时间是复线铁路）
- 电气化区间：非電氣化
- 閉塞: 電氣路牌閉塞

## 历史
1880年11月28日北海道第一条铁路官营幌内铁道手宫站～札幌站区间开通。 1889年12月官营幌内铁道让渡于北海道炭礦鐵道，成为北海道炭礦鐵道幌内線的一部分。1906年10月日本政府根据鐵道國有法将北海道炭礦鐵道的路线收归国有。
1907年日本政府收購北海道鐵道（此處指初代北海道鐵道與日後修築千歲線的第二代北海道鐵道並非同一家公司），函館 - 旭川全線國有化，即今日的函館本線，而小樽（初代）- 手宫之间的路线成为支线，同年小樽 - 手宫之间客运服务停止。1909年制定国有铁道名称时，小樽 - 手宫之间的路线命名为手宮線。
1910年手宮線全线复线化，1912年恢复客运服务，1920年中央小樽站改名小樽站，手宮線的原小樽站改名则改名南小樽站。1943年因二战影响手宮線再次停止客运服务，并改为单线铁路。客运服务直到战后1948年恢复。
1958年旅客列车改为柴油动车运营， 1959年9月修改时刻表后，每日运行9往復。由于乘客人数减少， 1961年10月之后旅客列车仅限以蒸汽机车牵引的2往復列车。1962年5月14日客运服务废止 。
此后货运继续维持，但由于运输量减少，货运列车从1985年8 月下旬开始停止运营，同年11月3日和4日，运行了名为“再见手宮線手宮号”的臨時列車。 11月5日手宮線全线废线 。

## 车站列表
- 所有车站都位于北海道小樽市
- 臨時乘降場未设置运营里程数。括号內显示实际里程数。

### 南小樽 - 手宫区间
| 站名     | 站名     | 站名        | 站間距離（公里） | 營業距離（公里） | 连接路线 | 地点   |
| 中文站名 | 日文站名 | 英文站名    | 站間距離（公里） | 營業距離（公里） | 连接路线 | 地点   |
| -------- | -------- | ----------- | ---------------- | ---------------- | -------- | ------ |
| 南小樽   |          | Minamiotaru | 0.0              | 0.0              | 函館本線 | 小樽市 |
| 色内     |          | Ironai      | -                | (1.1)            |          | 小樽市 |
| 手宫     |          | Temiya      | 2.8              | 2.8              |          | 小樽市 |

### 手宫 - 栈桥区间
- 本路段为联络手宫栈桥的货运路段，1893年开通，1901年手宫栈桥关闭，本路段废线。

| 站名     | 站名     | 站名     | 站間距離（公里） | 營業距離（公里） | 连接路线 | 地点   |
| 中文站名 | 日文站名 | 英文站名 | 站間距離（公里） | 營業距離（公里） | 连接路线 | 地点   |
| -------- | -------- | -------- | ---------------- | ---------------- | -------- | ------ |
| 手宫     |          | Temiya   | 0.0              | 0.0              |          | 小樽市 |
| 棧橋     |          | Sambashi | 0.7              | 0.7              |          | 小樽市 |

## 国铁最短路线记录
1985年3月14日，作为当时国铁运营路线最短的小松岛线（1.9km）被废止，使手宮線成为国铁的最短运营路线，但8个月后手宮線也被废止。此后新凑线（当时总长3.6公里）成为国铁最短路线，直到國鐵分割民營化。

## 路线当前状态
目前手宮線的轨道、平交道口大多都被保存。并且设有告示牌提醒驾驶不需要在平交道口停车。小樽市铺设了约1.6公里的铁道，用于步行活动和观光，于2016年11月6日举行了开幕式 。小樽市综合博物馆以手宫站的遗迹为主体建筑（主题为铁路、科学、历史） ，并展示曾经在手宫线运营，由日本银行使用的蒸汽机车。此外，以当地的“小樽社区发展协议会”为中心，提出了将手宫线作为轻轨重生的提案。